# De'Adre Aziza
De'Adre Aziza, all'anagrafe De'Adre Danielle Aziza (Atlanta, 14 giugno 1977), è un'attrice e cantante statunitense, specializzata nel genere musical.
È nota soprattutto per la sua performance nel musical Passing Stranger a Broadway, per cui è stata candidata al Tony Award alla miglior attrice non protagonista in un musical nel 2008. Ha recitato a Broadway anche nell'adattamento musicale di Donne sull'orlo di una crisi di nervi, con Sherie Rene Scott, Laura Benanti, Mary Beth Peil e Patti LuPone.

## Filmografia parziale

### Televisione
- Evil – serie TV, episodio 1x03 (2019)